# Martha Graham
Martha Graham (født 11. maj 1894, død 1. april 1991) var en amerikansk moderne danser og koreograf, hvis indflydelse på dans er blevet sammenlignet med den indflydelse, som Picasso havde på moderne billedkunst, Stravinskys indflydelse på musik og Frank Lloyd Wrights indflydelse på arkitektur.
Marty Graham var aktiv som danser og koreograf i mere end halvfjerds år. Hun var den første danser nogensinde, der optrådte i Det Hvide Hus, rejste i udlandet som kulturel ambassadør og modtog den højeste civile orden i USA: 'Presidential Medal of Freedom'. 

## Galleri
- Martha Graham i Dance Magazine 1929.
- Martha Graham og Bertram Ross 1961.
- Martha Graham og Bertram Ross.

## Eksterne links
- Martha Graham på gravsted.dk

- Wikimedia Commons har flere filer relateret til Martha Graham
- Martha Graham på Find a Grave
- PBS:American Masters biography Arkiveret 11. januar 2014 hos  Wayback Machine
- Kennedy Center biography Arkiveret 16. december 2005 hos  Wayback Machine
- MarthaGraham.org – Martha Graham Center of Contemporary Dance
- University of Pittsburgh online text